# Valkjärvi (sjö i Sysmä, Päijänne-Tavastland)
Valkjärvi är en sjö i kommunen Sysmä i landskapet Päijänne-Tavastland i Finland. Sjön ligger 91,9 meter över havet. Arean är 80 hektar och strandlinjen är 5,15 kilometer lång. Sjön  ingår i Kymmene älvs huvudavrinningsområde.   Den ligger omkring 80 km norr om Lahtis och omkring 180 km norr om Helsingfors. 